# Giuseppe Lahoz Ortiz
Giuseppe Lahoz Ortiz (noto anche come Giuseppe La Hoz; Mantova, 1766 – Ancona, 13 ottobre 1799) è stato un generale italiano.

## Biografia
Nato da famiglia aristocratica di origine spagnola trasferitasi in Lombardia, iniziò la carriera militare nell'esercito imperiale austriaco. Nel 1796, alla discesa di Napoleone in Italia, avendo aderito alle idee giacobine, abbandonò l'esercito austriaco per passare in quello francese (in quell'occasione gli venne attribuita l'età di trent'anni; non venne invece registrato il luogo natale).

### Generale napoleonico
Lahoz divenne comandante della legione lombarda napoleonica e, dopo essersi distinto nella repressione delle insorgenze venete, venne nominato generale di brigata dell'esercito cisalpino (aprile 1797). Dopo il trattato di Campoformio (17 ottobre 1797) divenne uno dei più accesi avversari della politica francese in Italia: infatti fu uno dei maggiori oppositori al colpo di Stato dell'ambasciatore francese a Milano Claude-Joseph Trouvé (30 agosto 1798) e si recò a Parigi per protestare contro la politica del Direttorio nei confronti della Repubblica cisalpina.

### Insorgente
Deluso così dai francesi, Giuseppe Lahoz abbandonò l'uniforme dell'esercito transalpino e si unì agli italiani insorgenti: nel maggio del 1799 i ribelli antifrancesi delle Marche lo nominarono loro capo militare. Sotto la guida del Lahoz, per quasi sei mesi l'insurrezione delle Marche assunse l'aspetto di una vera guerra tra eserciti, anche per l'arrivo di una flotta russo-turca, il 17 maggio 1799, al largo di Ancona, città dove si era rifugiato l'esercito francese del generale Monnier. Giuseppe Lahoz morì per le ferite riportate in combattimento nel corso di una sortita effettuata dagli assediati francesi il 10 ottobre 1799. Il repentino passaggio di campo ha fatto ipotizzare ad alcuni che Lahoz fosse da tempo un cospiratore per l'indipendenza italiana, fondatore della "Società dei raggi".